# Jamskie
Jamskie – przysiółek wsi Motyczno w Polsce, położony w województwie świętokrzyskim, w powiecie włoszczowskim, w gminie Włoszczowa. Przysiółek wchodzi w skład sołectwa Motyczno.
W latach 1975–1998 przysiółek administracyjnie należał do województwa kieleckiego.

## Historia
W wieku XIX Motyczno Jamskie i Motyczno Kotówka stanowiły wieś Motyczno z osadą fabryczną. Wieś wymieniana w XVI wieku u Jana Łaskiego (L.B. s. 609,610.)

W roku 1827 wieś rządowa z 17 domami i 97. mieszkańcami.